# Râul Jiu
Jiul este un râu în sudul României. Se formează prin unirea Jiului de Est cu Jiul de Vest în apropiere de Petroșani. Jiul, cu izvoarele în Carpații Meridionali (în Godeanu și în Parâng), străbate mai multe unități geografice (Depresiunea Petroșani, Depresiunea Târgu Jiu, Podișul Getic, Câmpia Română) și primește ca afluenți principali Motrul și Gilortul.

## Etimologie
În Geografia lui Ptolemeu, numele antic al Jiului este χατ Άράβωυ ποταμός, tradus în latină de Arabibus fluvius adică „râul ce se pogoară din țara Arabilor”.